# Mary McLeod Bethune

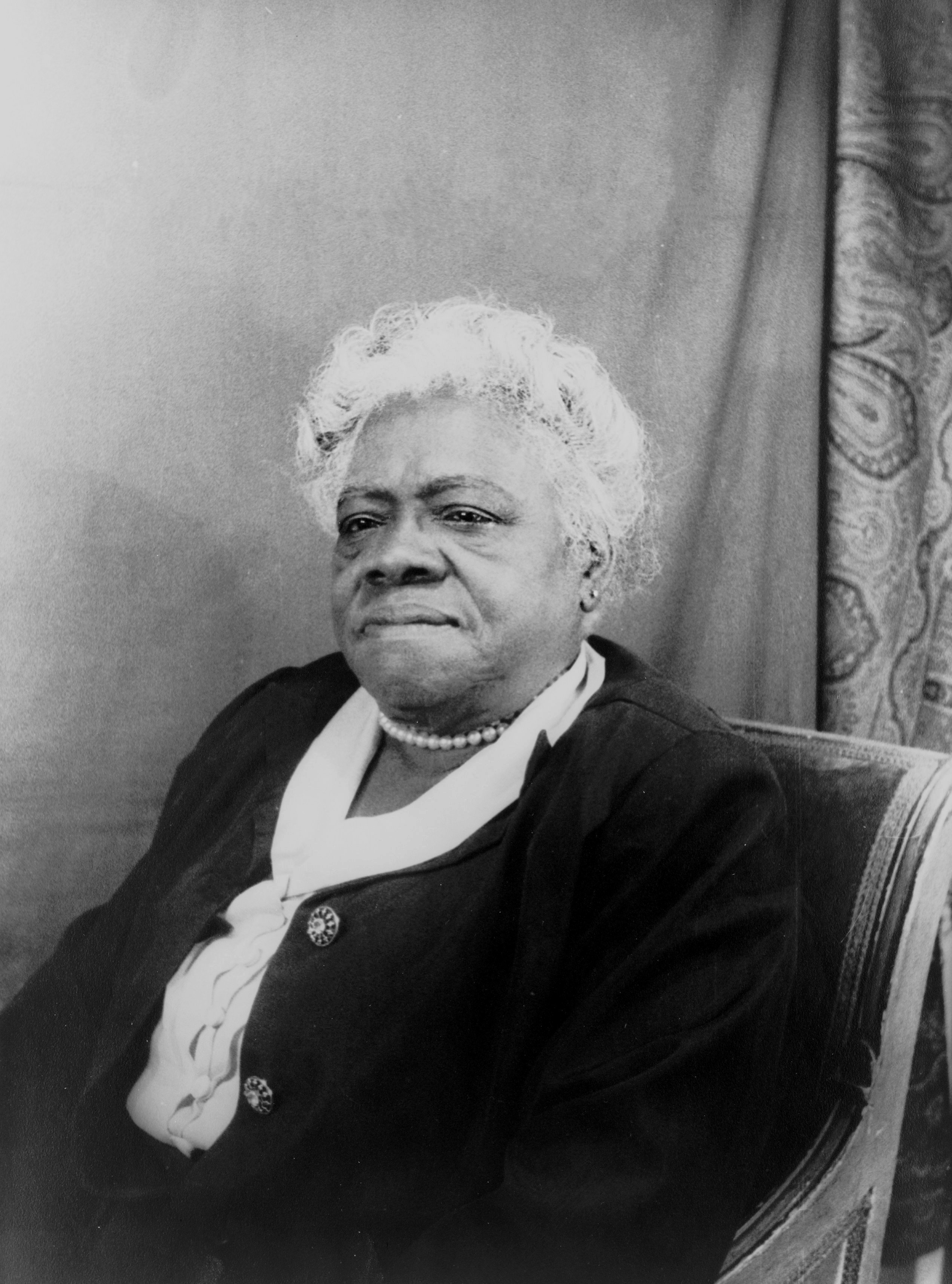
Mary McLeod Bethune (1949)

Mary McLeod Bethune (* 10. Juli 1875 in Mayesville, South Carolina; † 18. Mai 1955 in Daytona Beach, Florida) war eine US-amerikanische Frauen- und Bürgerrechtlerin afroamerikanischer Abstammung.

## Jugend und Ausbildung
McLeod wurde als fünfzehntes von siebzehn Kindern der ehemaligen Sklaven Samuel und Patsy McLeod geboren. Als Kind half sie bei der Ernte auf den Baumwollfeldern und besuchte erst ab dem Alter von elf Jahren eine presbyterianische Missionsschule. Auf Grund ihrer Begabung erhielt sie ein Stipendium für den Besuch des Scotia Seminary, einer Schule für afroamerikanische Mädchen in Concord, North Carolina. Nach Abschluss der Schule 1894 besuchte sie Dwight Moody's Institute for Home and Foreign Missions in Chicago mit der Absicht, als Missionarin nach Afrika zu gehen.

## Lehr- und Schulleitungstätigkeit

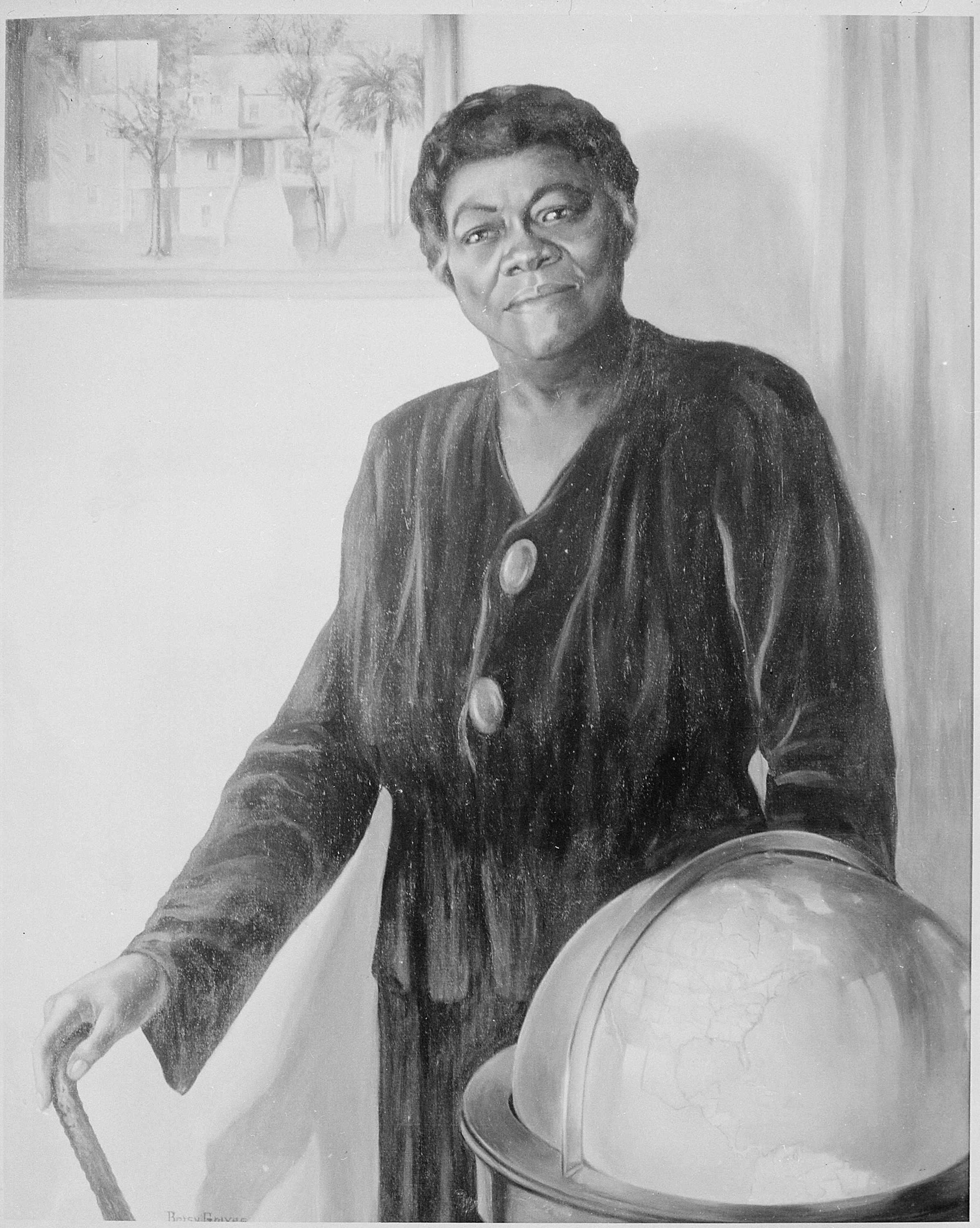
Mary McLeod Bethune, porträtiert von Betsy Graves Reyneau

Nachdem ihre Bewerbung hierfür aufgrund ihrer Hautfarbe abgelehnt worden war, kehrte sie 1896 nach Mayesville zurück, wo sie an der presbyterianischen Schule unterrichtete. Sie war dann am Haines Institute in Augusta und dem Kindell Institute in Sumpter tätig, bevor sie 1904 eine eigene Schule in Daytona Beach gründete, die Daytona Literary and Industrial School for Training Negro Girls. U.a. gelang es ihr, James Norris Gamble (Procter & Gamble) als Unterstützer ihrer Schule zu gewinnen. Sie erzählte später über den Erwerb des Grundstücks:

„In der Nähe war ein Feld, im Volksmund Höllenloch genannt, das als Müllkippe verwendet wurde. Ich kontaktierte den Besitzer, entschlossen es zu kaufen. Der Preis waren 250 US-Dollar. Geistesabwesend stimmte er schließlich zu, fünf Dollar als Anzahlung zu nehmen und den Rest in zwei Jahren. Ich versprach, in ein paar Tagen mit dem Vorschuss wieder zu kommen. Er erfuhr es niemals, aber ich hatte keine fünf Dollar. Ich verdiente die Summe damit, den Arbeitern auf Baustellen Eis und Süßkartoffelpastete zu verkaufen und brachte dem Eigentümer den Betrag in Kleingeld, das ich in mein Taschentuch gewickelt hatte.“

Ursprünglich hatte sie lediglich vier Schülerinnen. Unterstützung erhielt sie von der schwarzen Gemeinde, die Gelder für die Schule sammelten, um das Mittagessen und das Gehalt der Lehrer zu zahlen. 1924 erfolgte die Fusionierung mit dem Cookman Institute of Jacksonville zum Bethune-Cookman Collegiate Institute, welches später in Bethune-Cookman College umbenannt wurde (siehe auch Historische afroamerikanische Colleges und Hochschulen). Vierzehn Jahre nach ihrer Gründung war die Schule eine vierjährige High School geworden und bildete afroamerikanische Lehrer für die öffentlichen Schulen Floridas aus. Bethune blieb bis 1942 Präsidentin des College.
Daneben war sie viele Jahre Präsidentin der Central Life Insurance Company of Tampa und Direktorin der Afro-American Life Insurance Company of Jacksonville sowie der von ihr 1940 gegründeten Bethune-Volusia Beach Corporation.

## Aktivitäten in der Bürgerrechtsbewegung
Bethune war auch in der Bürgerrechtsbewegung aktiv. Im Jahr 1917 wurde sie Präsidentin der Florida Fellowship of Colored Women's Clubs und behielt das Amt bis 1924. Als Mitglied der National Association for the Advancement of Colored People (NAACP) setzte sie sich für die Abschaffung der Jim-Crow-Gesetze ein und wurde deshalb zeitweise vom Ku-Klux-Klan verfolgt. Von 1924 bis 1928 war sie Präsidentin der National Association of Colored Women und nutzte diese Position u. a. aus, um auf einer internationalen Frauenkonferenz 1925 gegen die US-amerikanische Rassentrennung zu protestieren, die sie gezwungen hätte, separat von den weißen Konferenzteilnehmerinnen zu sitzen. Vor der Presse verkündete sie, es wäre eine Demütigung für die Vereinigten Staaten, dass ihre Bürger selbst in Gegenwart anderer Länder Rassentrennung praktizierten und darunter litten. 1935 gründete sie den National Council of Negro Women (NCNW), dessen Präsidentin sie wurde. 
Während dieser Aktivitäten lernte Bethune Eleanor Roosevelt kennen und freundete sich mit ihr an. Der First Lady verdankte sie ihre Einführung in die Regierungsarbeit. 1936 ernannte Präsident Franklin D. Roosevelt sie zur Direktorin für afroamerikanische Angelegenheiten und Beauftragte für Minderheitenangelegenheiten der National Youth Administration. Damit hatte Bethune die bislang höchste Position inne, die eine afroamerikanische Frau jemals bekleidet hatte. 1940 wurde sie zudem zur Präsidentin des NAACP gewählt. Während des Zweiten Weltkrieges war sie Beraterin des U.S. Secretary of War für die Auswahl der ersten nicht-weißen weiblichen Offiziersbewerberinnen für das Women’s Army Corps. 1944 wurde sie National Commander der Women's Army for National Defense.
1945 wurde Bethune von Präsident Harry S. Truman als Beraterin zur Gründungsversammlung der UNO entsandt. 

## Auszeichnungen und Ehrungen (Auswahl)
- Ihr zu Ehren wurden Schulen benannt in Los Angeles, Chicago, San Diego, Dallas, Phoenix, Palm Beach, Florida, Moreno Valley, Kalifornien, Minneapolis, Ft. Lauderdale, Atlanta, Philadelphia, Folkston und College Park, Georgia, New Orleans, Rochester, New York, Cleveland, South Boston, Virginia, Jacksonville, Florida und Milwaukee, Wisconsin.
- 1949 verlieh ihr Präsident Dumarsais Estimé die haitianische Medal of Honor and Merit.
- 1949 wurde sie von dem liberianischen Präsidenten William S. Tubman als Commander of the Order of the Star of Africa ausgezeichnet.
- 1985 gab der US Postal Service zu Ehren von Bethune eine Briefmarke heraus.
- 1989 listete das Ebony-Magazin sie als eine der 50 wichtigsten Persönlichkeiten in der schwarzen US-Geschichte auf.
- 1991 benannte die Internationale Astronomische Union ihr zu Ehren einen Krater auf dem Planeten Venus.[9]
- 1999 zählte das Ebony-Magazin sie zu den 100 faszinierendsten schwarzen Frauen des 20. Jahrhunderts.